# Søren Pedersen (fodboldspiller, født 1941)
 Der er flere personer med dette navn, se Søren Pedersen.
Søren Pedersen (født 18. september 1941, død 20. juni 2022) var en dansk fodboldspiller, der spillede for AGF gennem hele sin karriere. 

## Fodboldkarriere
Søren Pedersen kom som stor dreng på det danske skolefodboldlandshold, og senere kom han også på ynglingelandsholdet (svarende til U/19), hvor han fik tre kampe 1958-1960.
I 1961 fik han debut på AGF's førstehold, hvor han spillede venstre halfback (midtbanespiller). Han var med til at vinde DM-sølv i 1964, hvor han i øvrigt blev valgt som årets spiller i AGF af sine holdkammerater. Det var også i 1964, han fik sin eneste seniorlandskamp, da han spillede en B-landskamp mod Norge.
Hans største resultat kom, da han var med til at vinde pokalturneringen i 1965 sammen med AGF, hvor det blev til en 1-0-sejr over KB i finalen. Sejren medførte deltagelse i pokalvindernes europacup, hvor AGF først besejrede portugisiske Vitória Setúbal, inden holdet blev slået ud af skotske Celtic FC.
Søren Pedersen fik i alt 85 kampe på AGF's førstehold, og efter afslutningen på den aktive karriere fungerede han i flere år som træner og holdleder for klubbens ungdomshold.

## Civil karriere
Søren Pedersen arbejdede hele livet i korn- og foderstofbranchen. Han var i 1960'erne kornkontrollør, og han endte sin karriere som direktør i ECS EuroCargo Services.